# 鯔薩特吸蟲
鯔薩特吸蟲（学名：Saturnius mugilis）为連腸科薩特吸蟲屬下的一个种。

## 另外参看
1. ↑   (PDF).   [2022-02-23]. （原始内容存档 (PDF)于2022-02-23）.